# Transmissiedemper
Een transmissiedemper is een inrichting die schokken in de aandrijflijn van een voertuig opvangt om te voorkomen dat er grote slijtage optreedt in de onderdelen ervan, zoals de tandwielen in versnellingsbak en differentieel, de kruiskoppelingen en bij motorfietsen de aandrijfketting. 
Elke verbrandingsmotor veroorzaakt in meer of mindere mate schokken in de aandrijflijn door de werking ervan. Bij elke arbeidsslag krijgt de aandrijflijn een klein schokje te verwerken. Bij multicilindermotoren is dit effect al minder door de constante opvolging van kleine schokjes, waarbij ook de werking van het vliegwiel helpt, maar bij eencilindermotoren zoals bij motorfietsen veroorzaken deze schokken grote slijtage aan de aandrijfketting. 

## Soorten en werking
Bij motorfietsen moesten tot na de Eerste Wereldoorlog aandrijfriemen worden gebruikt omdat deze enige rek hadden, maar, als de "klappen" van de motor te sterk werden, ook konden slippen. Dat werd in eerste instantie opgelost door op het uiteinde van de krukas of op het aandrijftandwiel van de koppeling een schroefveer te plaatsen die de klappen opving, en daardoor kettingaandrijving mogelijk maakte. Nog steeds hebben kettingaangedreven motorfietsen rubberen blokken in de achterwielnaaf die als transmissiedemper werken.
Bij auto's is de eerste transmissiedemper in de naaf van de koppelingsplaat gebouwd, waar een aantal kleine schroefveertjes de eerste klappen opvangen. Verder in de aandrijflijn kunnen indien nodig ook kruiskoppelingen worden vervangen door rubberkoppelingen (de giubo) of worden voorzien van een rubber tussenstuk. Een vloeistofkoppeling werkt ook als transmissiedemper.
Tegenwoordig ligt het belang van transmissiedempers minder in het dempen van de schokken van het arbeidsproces van de motor, maar op het snel opkomende vermogen ervan. Dat wordt bij auto's grotendeels opgevangen door het torderen van de steekassen en bij motorfietsen door de genoemde rubberblokken in de achterwielnaaf.

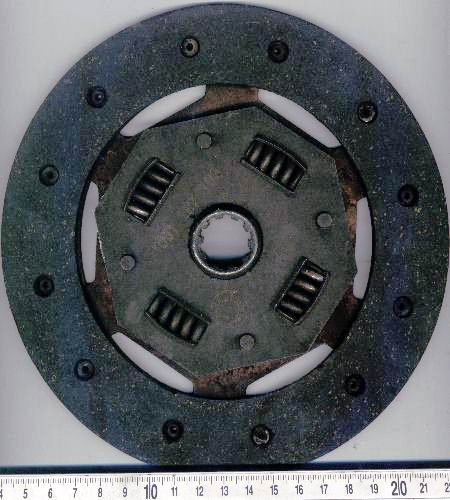
dempveertjes in de naaf van een koppelingsplaat
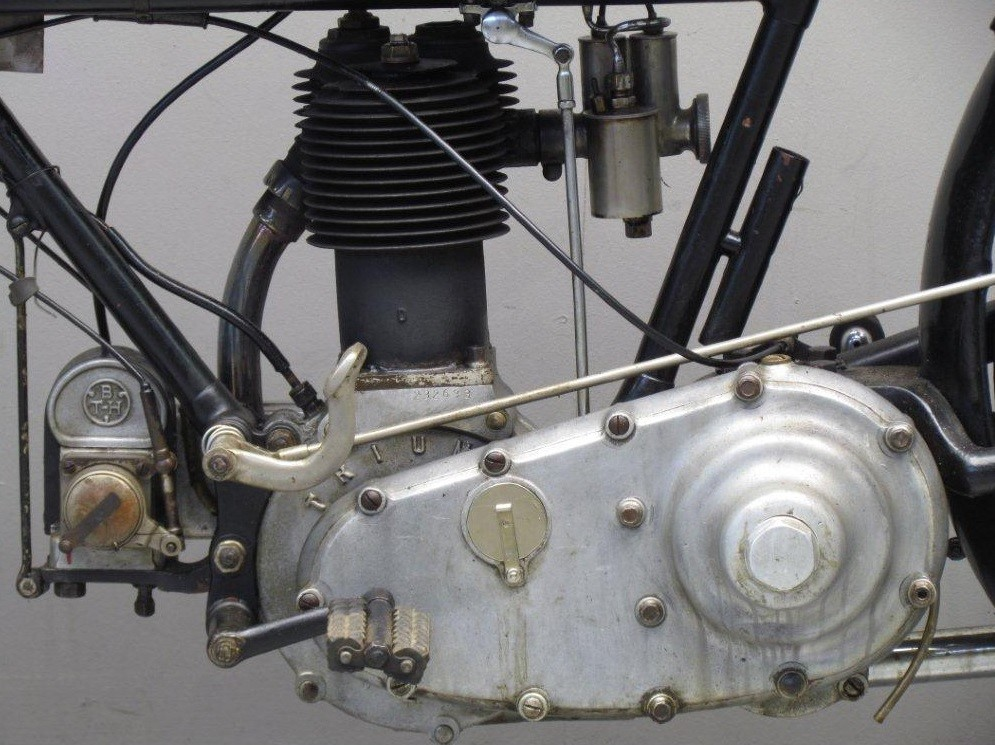
Het Triumph Model SD dankte zijn naam aan de "Spring Drive", de schroefveer in de uitstulping van de primaire transmissie zat en die kettingaandrijving mogelijk maakte.
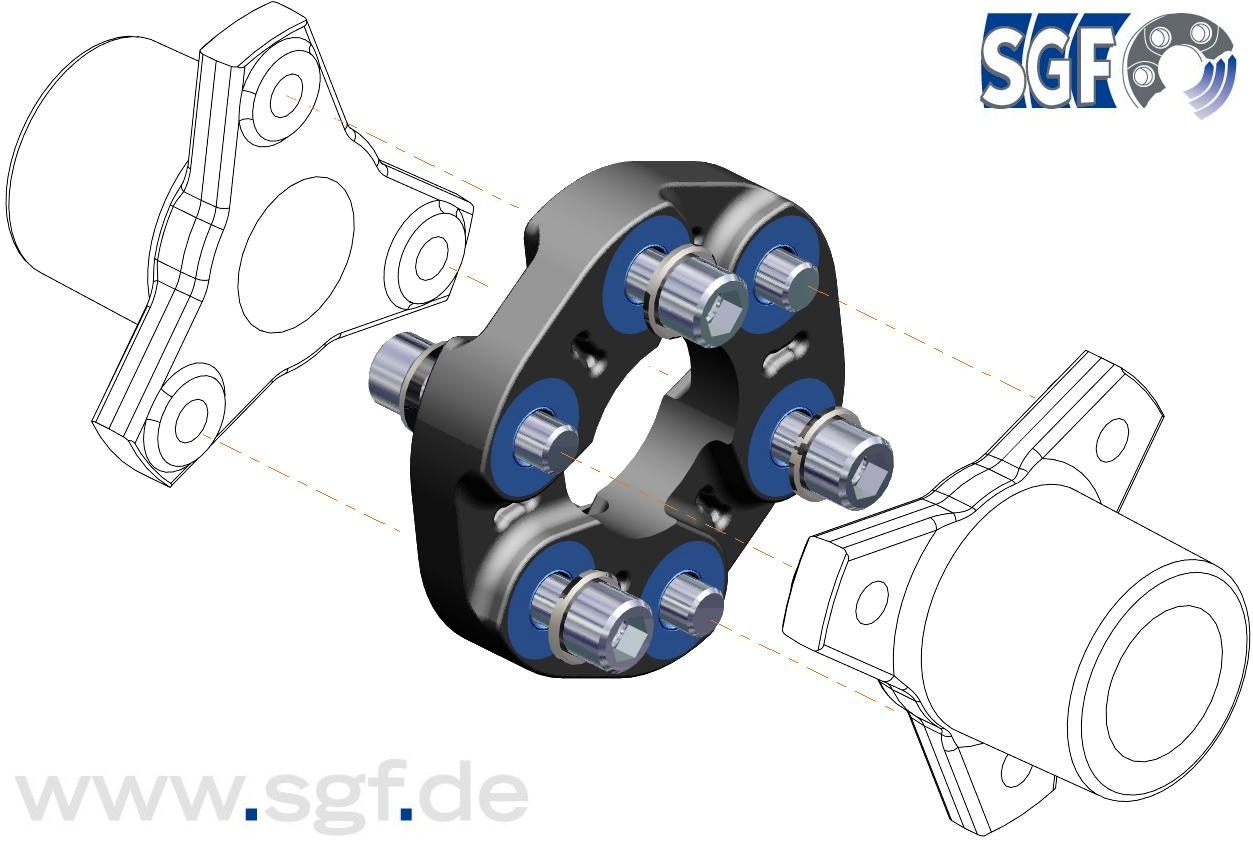
Giubo